# ناتالي دورمر
ناتالي دورمر (من مواليد 11 شباط/فبراير 1982)؛ هي ممثلة بريطانية. وُلدت ناتالي في بيركشاير وتلقت دراستها الابتدائيّة في مدرسة شيلترن إيدج ثمّ انتقلت في وقتٍ لاحق إلى مدرسة ريدينج بلو كوت قبل أن تدرسَ الفنون المسرحيّة في أكاديمية ويبر دوغلاس في لندن. حقّقت ناتالي دورمر شهرة محليّة بعدَ تجسيدها لشخصيّة آن بولين في سلسلة شوتايم أسرة تيودور (2007-2008) ما مكّنها من الترشح لجائزة جمناي في فئة أفضل أداء من قبل ممثلة في سلسلة دراميّة.
بدأت ناتالي مسيرتها الفنيّة من خِلال المُشاركة في مسرحيّة لا شيء من الحَلاوة (بالإنجليزية: Sweet Nothings)‏ التي صدرت عام 2010 كما لعبت دورَ إليزابيث باوز ليون في فيلم وي الذي صدرَ عام 2011 ثمّ شاركت في نفسِ العام في فيلم كابتن أمريكا: المنتقم الأول. بدأت في كسب ثقة المُخرجين مع تزايدِ شعبيّتها والتقييمات الإيجابيّة التي حصلت عليها من النقاد ما دفعَ بشركة إتش بي أو لاختيارها لِتمثيل دور مارغري تيريل في سلسلة صراع العروش في الفترة المُمتدة من 2012 حتى 2016. رُشّحت بفضلِ هذا الدور للمنافسة على جائزة نقابة ممثلي الشاشة على مرتين متتاليتين (2014 و2015). عُرفت ناتالي أيضًا من خلالِ لعبها لدور إيلين أدلر/موريارتي في سلسلة سي بي إس الابتدائيّة (2013–15) فضلًا عن تجسيدها لشخصيّةِ كريسيدا في أفلام المغامرات الخيالية العلمية مباريات الجوع: الطائر المقلد - الجزء الأول الذي صدرَ عام 2014 ومباريات الجوع: الطائر المقلد - الجزء الثاني الذي نُشرَ في العام الموالي وكذلكَ فيلم الغابة لعام 2016.

## الحياة المُبكّرة
وُلدت دورمر في ريدينج، بيركشاير وهيَ ابنة غاري دورمر وكلير ريتشاردز. تُعدّ دورمر مُختلطة الأصول شأنها شأنَ العديد منَ الممثلين في المملكة المُتحدة حيث يعودُ نَسَبُها بشكل جزئي للعرق النرويجي وكذا العرق الغالي.
التحقت دورمر بمدرسة شيلترن إيدج وأكملت دِراستها في مدرسة ريدينغ بلو كوت. في حوارٍ صحفيّ معها؛ قالت ناتالي دورمر أنّها كانت ضحية التَنمّر أثناء تواجدها في المدرسة؛ وأضافت أنّها لم تفهم حتى اليوم السبب في ذلك. خِلال مرحلتها الثانويّة؛ كانت دورمر فتاةً رئيسية أو بمعنى آخر طالبة من الدرجة الأولى حيثُ شغلت منصبَ نائبة كابتن فريق كرة الشبكة وسافرت حول العالم مع فريقها خِلال خوضه لمُختلف المنافسات.
درست دورمر الرقص في مدرسة ألينوفا للرقص؛ وكانت تنوي إكمال مسيرتها التعليميّة من خِلال دراسة التاريخ في جامعة كامبريدج ولكنها أخفقت في امتحان القُبول بعدما فشلت في الحصول على الدرجة المطلوبة بسبب تسرعها في قراءة أسئلة الاختبار. قررت دورمر بعد ذلك دراسة الدراما حيثُ تدربت في أكاديمية ويبر دوغلاس للفنون المسرحية في لندن فحصلت على أوّل دور تمثيلي لها في كوميديا شكسبير تحتَ عنوان كوميديا الأخطاء الذي صدرَ عام 2003.

## المسيرة المِهنيّة

### البدايات
بعد ستة أشهر من تخرجها من مدرسة ويبر دوغلاس؛ حصلت دورمر على دورِ فيكتوريا في فيلم كازانوفا؛ الذي يُعدّ أولَ فيلمٍ لها والذي صدر في عام 2005. في تلك الفترة؛ أُعجبت المخرجة لاسي هالستروم بأداء ناتالي الهزلي ما دفعها لتوسيع السيناريو وإعطائها فرصة الظهورِ في مشاهد أكثر. في نفسِ العام؛ حصلت ناتالي دورمر على دور ثانوي في فيلمٍ صغيرٍ حمل عنوانَ شواطئ بعيدة. مُباشرةً بعد الانتهاء من تصويرهِ وعرضه؛ ظلّت دورمر عاطلة عن العمل لمدة عشرة أشهر تقريبًا على الرغمِ من توقيعها على عقد للمُشاركة في فيلم ظل يتأخرُ بسبب بعضِ المشاكل المالية. اضطرت دورمر للعمل كمُدخلة بيانات لدعمِ نفسها وتوفير قوتِ يومها؛ قبل أن تعودَ بقوّة بعدَ حوالي عام كامل من التوقف.

### 2007 - 2011: بداية الشهرة
لعبت دورمر في عامي 2007 و2008 دور آن بولين في الموسمين الأولين من مسلسل أسرة تيودور؛ حيثُ تلقت ملاحظات إيجابية للغاية من النقاد على غِرار ما كتبهُ روبرت أبيلي من صحيفة لوس أنجليس ويكلي والذي قال: «قدّمت ناتالي دورمر دورًا رائعًا ومُعقدًا في نفسِ الوقت ... إنّ حبها لشخصيتها هو بمثابة نعمة لمسلسل تيودور.» بعد وفاة شخصيتها في نهاية الموسم الثاني؛ أصبحت ناتالي خارجَ المسلسل لكنّ صحيفة بوسطن هيرالد كتبت حول الموضوع قائلةً: «لقد أعطت دورمر الحياة لآن بولين ... خروجها من تيودور سيترك فراغًا هائلاً. »
بحلول عام 2008؛ لعبت دورمر دورَ مويرا نيكولسون في مسلسل أجاثا كريستي ماربل المبني على رِواية لماذا لم يسألوا إيفانز؟ كما ظهرت في فيلم دار الحي. بُث مسلسل ماربل في الولايات المتحدة في صيف عام 2009 كجزء من سلسلة مُختارة من بي بي إس. في تلك السنة أيضًا؛ ظهرت ناتالي في فيلم حارق (بالإنجليزية: Incendiary)‏ لكنّ مشاهدها اقتُطعت من الفيلم النهائي لسببٍ ما. استمرت دورمر في تصوير بعضِ الأدوار الجديدة بما في ذلك دور إليزابيث باوز ليون وكذا دور مادونا في فيلم و.ي (بالإنجليزية: W.E)‏ فضلًا عن دورِ لورين في كابتن أمريكا: المنتقم الأول. عادت للظهور مُجددًا في مسلسل تيودور في دور آن بولين في الموسم الرابع والأخير في منتصف عام 2010.

### 2012 - 2016: العالميّة
من عام 2012 حتى عام 2016؛ ركّزت ناتالي دورمر على تصويرِ شخصيتها في مسلسل صراع العروش.  أشادَ النُقاد مُجددًا بأدائها ما مكّنها من الترشح لجائزة نقابة ممثلي الشاشة على مدارِ أربع سنوات (2012، 2014، 2015 و2016) كما حصلت على جائزة إمباير هيرو في عام 2015 من قبل مجلة إمباير البريطانيّة. عن أدائها في الموسم الثالث من المُسلسل؛ فازت ناتالي دورمر بجائزة إنترتينمنت ويكلي عن فِئة أفضل ممثلة مساعدة في مسلسل درامي.

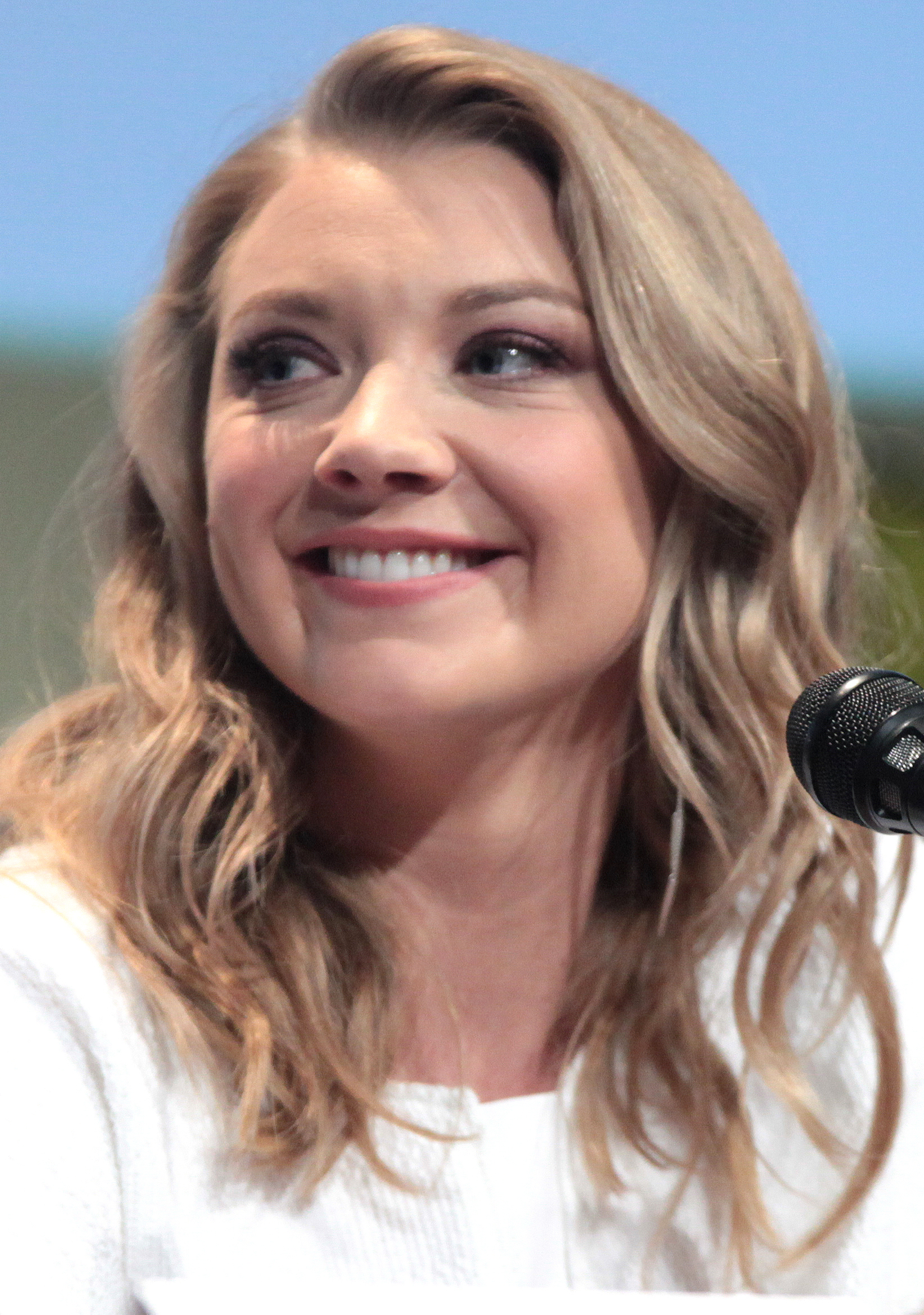
ناتالي في سان دييغو كومك كون إنترناشونال في عام 2015

في آذار/مارس 2013؛ لعبت ناتالي دورَ السيّدة دوور في مسرحية إذاعية بعنوان أينَ الأبد (بالإنجليزية: Neverwhere)‏ والمبنيّة على رواية لنيل غيمان. في وقت لاحق من ذلك العام؛ ظهرت الممثلة في فيلم سباق السيارات اندفاع كما ظهرت في فيلم المُستشار وظهورها الآخر في فيلم طريق طويل إلى المنزل. لعبت دورمر في نفسِ العام دورَ إيرين أدلر في الحلقات الثلاث الأخيرة من الموسم الأول من سلسلة الابتدائيّة. انتقلت ناتالي للتمثيل في فيلم مباريات الجوع: الطائر المقلد - الجزء الأول وكذا فِي الجزء الثاني. استعدادًا للتغيرات التي طرأت على شخصيّتها في مُسلسل صراع العروش؛ حلقت ناتالي الجانب الأيسر من شعر رأسها. وصفت الخطوة في لقاءٍ صحفي «بالمُرعبة وتُحيل في نفس الوقت على التحرر» وأضافت: «كنتُ سأخبر شركة الإنتاج أنّ هويتنا ترتبطُ إلى حدٍ كبير بشعرنا لكني تراجعتُ في نهاية المطاف لأنّني اكتشفتُ أنّه من الرائعِ تغيير الشكل أحيانًا ومعرفة ما إذا كان سيكون جذابًا أم لا.»

### 2017 - حاليًا
في سبتمبر/كانون الأوّل 2014؛ أعلنت ددلاين.كوم أن دورمر ستُشارك في فيلم الإثارة لسكرين جيمز المريض رقم صفر إلى جانب مات سميث وجون برادلي ومن إخراج المخرج السينمائي ستيفان روزوتسكي الحائز على جائزة الأوسكار. صدرَ الفيلم بشكلٍ محدود عبر خِدمة الفيديو حسب الطلب في 14 أغسطس 2018 قبلَ أن تتكلّف شركة فيرتيكال إنترتينمنت في 14 سبتمبر 2018 بتوزيعه. في شباط/فبراير 2017؛ أُعلن عن مشاركة ناتالي في فيلم رحلة في هانغينغ روك (بالإنجليزية: Picnic in Hanging Rock)‏ لتجسيدِ دور السيّدة هستر أبليارد. الفيلم مقتبس من رواية أسترالية صدرت عام 1967 وتحمل نفس الاسم للكاتب جوان ليندسي. عُرض الفيلم على أمازون برايم؛ كما عرض على القناة الثانية البريطانية في المملكة المتحدة. وُصف أداء دورمر بالقيادي والرائع.
في أيار/مايو 2018؛ لعبت دورمر دور البطولة كعازفة بيانو عمياء في فيلم الظلام الذي شاركت أيضًا في كتابته. بعد عملها الصوتي السابق في فيلم أين الأبد؛ وبحلول أغسطس من نفسِ العام أُعلنَ عن خبرًا مفادهُ أنَّ دورمر ستشاركُ في تأليف الكتاب الصوتي «هاري بوتر: قصّة السحر» فيما علّقت ناتالي حولَ الموضوع قائلةً: «لطالما عشقتُ سلسلة كُتب هاري بوتر ... إنّه لمنَ الممتعِ الانضمام إلى عائلة السحرة!» لعبت دورمير دور فيفيان لي في سلسلة مصغرة حملت عنوان فيفلينج والذي انخرطت في إنتاجهِ أيضًا كما شاركت في فيلمي ذهب مع الريح وعربة اسمها الرغبة.

## الحياة الشخصية
تُعرّف دورمر نفسَها بأنها نسويّة وتقولُ في هذا الموضوع: «يزعجني أن الجيل الجديد من النساء يعتقدنَ أنها كلمة قذرة ويربطنها بالتفوق الأنثوي أو أشياء من هذا القبيل ... النسوية ليست كذلك بل النسوية تدعو لتحرير المرأة وللمساواة.» شاركت دورمر رُفقة خطيبها السابق أنطوني بايرن في كتابة فيلم في الظلام (بالإنجليزية: In Darkness)‏ الذي صدر في يوليو/تموز 2018 وكلاهما وصفا عملية الكتابة معًا بأنها «صعبة». تعرّض الفيلم لانتقادات عديدة بسبب ما وصفه بعض النقاد بأنه يتضمّن «عُريًا غير مبرر»؛ فيما رفضت ناتالي دورمر هذا الانتقادات خِلالَ مقابلة لها مع صحيفة الجارديان ووضّحت: «من الضروري ضمّ مشاهد النشاط الجِنسي للفيلم ... المشهد الجنسي يُعبر عن الحب في القصّة وهوَ بمثابة استعارة للطريقة التي تتصل بها شخصيتي بالدور الذي لعبه إد سكراين ... العُري في الفيلم يوضح الكثير من النقاط فعلى سبيل المثال؛ تظهرُ الأوشام على جسد شخصيتي في مشهد الدش ولولا هذا المشهد لما اكتشفَ المُتلّقي معاني تلك الوشوم ما سيجعلُ القصة غير واضحة تمامًا!»
ظهرت ناتالي دورمر في مشاهد عارية في العديد من المسلسلات التلفزيونية مثل أسرة تودور وصراع العروش كما ظهرت في مشاهدَ عاريّة أخرى في بعض الأفلام.  خلّف ظهورها المُتكرر في هذهِ النوعية من الشاهد بعضَ الجدل والضجّة فقالت لصحيفة نيو ستيتسمان في نوفمبر 2018: «لوضع الأمور في نصابها؛ لم أكن مرتاحةً أبدًا عندَ ممارسة الجنس أو تصوير هذهٍ المشاهد العارية.» كما انتقدت الطريقة التي علّق بها البعض على مشاهِدها والتي حاولوا فيها ربطها بممثلة للأدوار الجنسية فقط؛ فقالت: «لقد رفضت عددًا منَ الأدوار هذا العام بسبب ورود مشاهد جنسيّة بها وذلك لأنّ النقاد والمُتابعين بصفة عامّة يقومون بتحريف الأمور عن مسارها ... أنا مرعوبة من كيفَ بإمكانهم ربطي دومًا بتلك المشاهد وتحويلها مادة للسخريّة!»

### الأعمال الخيرية
قام دورمر بإدارة ماراثون لندن مرتين؛ الأول من أجلِ دعم مؤسّسة بيرناردو في عام 2014  والثاني في عام 2016 لدعمِ مؤسسة شايلد لاين. في اليوم العالمي للعمل الإنساني في عام 2016؛ ألقت دورمر كلمة في مقر الأمم المتحدة في مدينة نيويورك حيثُ حاولت تسليطَ الضوء على محنة اللاجئين في جميع أنحاء العالم كما لفتت الانتباهَ إلى العنف الذي تعاني منه النساء والفتيات ودعت الرجال والفتيان إلى المشاركة في المحادثة. بحلول عام 2017؛ زارت ناتالي دورمر دولة تنزانيا رُفقةَ المنظمة الدوليّة للتنمية والإنسانية. كانت الزيارة جزءًا من حملة تهدفُ لحظر زواج الأطفال في البلاد.

## قائمة أعمالها

### الأفلام
| السنة | الفيلم                                      | الدور              | الملاحظات                |
| ----- | ------------------------------------------- | ------------------ | ------------------------ |
| 2005  | كازانوفا                                    | فيكتوريا           |                          |
| 2007  | خال من العيوب                               | كاسي               |                          |
| 2009  | دار الحي                                    | أولغا              |                          |
| 2011  | دبليو. إي.                                  | إليزابيث باوز ليون |                          |
| 2011  | كابتن أمريكا: المنتقم الأول                 | العريف لورين       |                          |
| 2013  | حد                                          | سارة               |                          |
| 2013  | طريق بعيد عن الوطن                          | سوزان              |                          |
| 2013  | اندفاع                                      | جيما               |                          |
| 2013  | المستشار                                    | الشقراء            |                          |
| 2014  | أنيق                                        |                    | مرحلة ما بعد الإنتاج     |
| 2014  | مباريات الجوع: الطائر المقلد - الجزء الأول  |                    |                          |
| 2015  | مباريات الجوع: الطائر المقلد - الجزء الثاني |                    |                          |
| 2016  | الغابة                                      | سارة - جيس         | أداء دورين لشقيقتين توأم |

### مسلسلات
| السنة       | المسلسل            | الدور             | ملاحظات          |
| ----------- | ------------------ | ----------------- | ---------------- |
| 2005        | شواطئ بعيدة        | Mobile Woman      | الحلقة 1.1       |
| 2007        | Rebus              | كاسي              |                  |
| 2007 – 2010 | أسرة تيودور        | آن بولين          | 21 حلقة          |
| 2009        | Masterwork         | مو مورفي          | الحلقة التجريبية |
| 2009        | أجاثا كريستي ماربل | موارا نيكلسون     |                  |
| 2011        | Silk               | Niamh Cranitch    | 6 episodes       |
| 2011        | The Fades ‏         | Sarah Etches      | 6 episodes       |
| 2011        | Poe                | Celeste Chevalier | Pilot            |
| 2012–الحاضر | صراع العروش        | مارجري تايريل     | 16 حلقة          |
| 2013–الحاضر | الإبتدائية         | آيرين أدلر        | خمس حلقات        |

## روابط خارجية
- ناتالي دورمر على موقع IMDb (الإنجليزية)
- ناتالي دورمر على موقع روتن توميتوز (الإنجليزية)
- ناتالي دورمر على موقع قاعدة بيانات الأفلام العربية
- ناتالي دورمر على موقع ألو سيني (الفرنسية)
- ناتالي دورمر على موقع ميوزك برينز (الإنجليزية)
- ناتالي دورمر على موقع تيرنر كلاسيك موفيز (الإنجليزية)
- ناتالي دورمر على موقع أول موفي (الإنجليزية)
- ناتالي دورمر على موقع قاعدة بيانات الأفلام السويدية (السويدية)
- ناتالي دورمر على موقع إن إن دي بي (الإنجليزية)
- ناتالي دورمر على موقع قاعدة بيانات الفيلم (الإنجليزية)